# Corythornis
Corythornis — рід сиворакшоподібних птахів родини рибалочкових (Alcedinidae). Представники цього роду мешкають в Африці на південь від Сахари. Раніше їх відносили до родів Рибалочка (Alcedo) або Рибалочка-крихітка (Ceyx), однак за результатами молекулярно-філогенетичного дослідження вони були переведені до відновленого роду Corythornis. Цей рід є сестринським по відношенню до роду Ispidina.

## Види
Рід нараховує чотири види:
- Рибалочка-крихітка мадагаскарський (Corythornis madagascariensis)
- Рибалочка білочеревий (Corythornis leucogaster)
- Рибалочка діадемовий (Corythornis cristatus)
- Рибалочка малагасійський (Corythornis vintsioides)

## Етимологія
Наукова назва роду Corythornis походить від сполучення слів дав.-гр. κορυς — шолом і ορνις — птах.